# International Allies Football Club
L'International Allies Football Club è una squadra di calcio africana del Ghana che milita nel campionato ghanese.
Il club ha lanciato numerosi africani poi affermatosi in Europa.

## Storia
Il club è stato fondato nell'ottobre 1996 da Omar Nasser El-Eter e Rabeh Nasser El-Eter che iscrissero la squadra in terza divisione.

## Palmarès

### Altri piazzamenti
- Coppa del Ghana:

Finalista: 2014

## Stadio
Il club gioca le gare casalinghe al Tema Sports Stadium che contiene 5000 spettatori.